# Târgu Mureș Nord
Târgu Mureș Nord – stacja kolejowa w miejscowości Târgu Mureș, położona na północy miasta przy ulicy Strada Mărăști.

## Połączenia
Przystanek Târgu Mureș Nord obsługuje połączenie kolejowe z miejscowości Deda do Târgu Mureș.

## Nazwa
Ze względu na dwujęzyczność miasta spowodowaną dużą populacją węgierską w mieście, stacja nosi nazwę również nazwę Kisállomás.